# Chiesa di San Sepolcro (Cagliari)
La chiesa del Santo Sepolcro è un luogo di culto cattolico di Cagliari; si trova nell'omonima piazza, nel quartiere Marina, vicino alla chiesa di Sant'Antonio e all'annesso complesso dell'ex ospedale.

## Storia
La fondazione del tempio, secondo il Triumpho de los Santos del Reyno de Cerdeña (1635) di Dionigi Bonfant, sarebbe da attribuire ai Cavalieri Templari, che l'avrebbero edificata come cappella del loro monastero. Tale notizia, riportata anche da Giovanni Spano, non è però considerata attendibile dagli studiosi moderni.
Notizie certe sulla chiesa e sulla sua funzione si hanno a partire dal XVI secolo. Un documento del 1519 conservato nell'archivio storico parrocchiale di Sant'Eulalia ci dá la prima attestazione nota della chiesa. Nel 1564 viene citata come "ecclesia sine cura" e affidata in modo definitivo dall'arcivescovo di Cagliari Antonio Parraguez de Castillejo alla appena istituita confraternita del Santissimo Crocifisso dell'Orazione e della Morte, un pio sodalizio che aveva come scopo principale quello di dare sepoltura alle persone indigenti. La confraternita ha retto la chiesa ininterrottamente fino al secondo dopoguerra. La sepoltura dei defunti avveniva nella sottostante cripta e nell'area circostante (attuale piazza del Santo Sepolcro), utilizzata come cimitero. Questo fino al XIX secolo, quando l'area perse gradualmente la sua funzione cimiteriale per essere, a fine secolo, sistemata come piazza. Del cimitero ipogeico invece si perse il ricordo.
Nel corso del XX secolo, Santo Sepolcro si trovò diverse volte a supplire al ruolo di chiesa parrocchiale del quartiere, in occasione dei diversi lavori di restauro che interessarono la Collegiata di Sant'Eulalia. Nel dopoguerra ospitò per un breve periodo i padri Carmelitani, che videro il loro convento in viale Trieste distrutto dai bombardamenti del 1943.
Nel 1988 la chiesa del Santo Sepolcro, caduta in un grave stato di degrado, venne chiusa per permettere l'esecuzione dei lavori di restauro, in seguito ai quali si riscoprì anche l'antica cripta sepolcrale. Il tempio restaurato venne inaugurato dall'arcivescovo di Cagliari Ottorino Pietro Alberti il 27 dicembre 1998.

## Descrizione

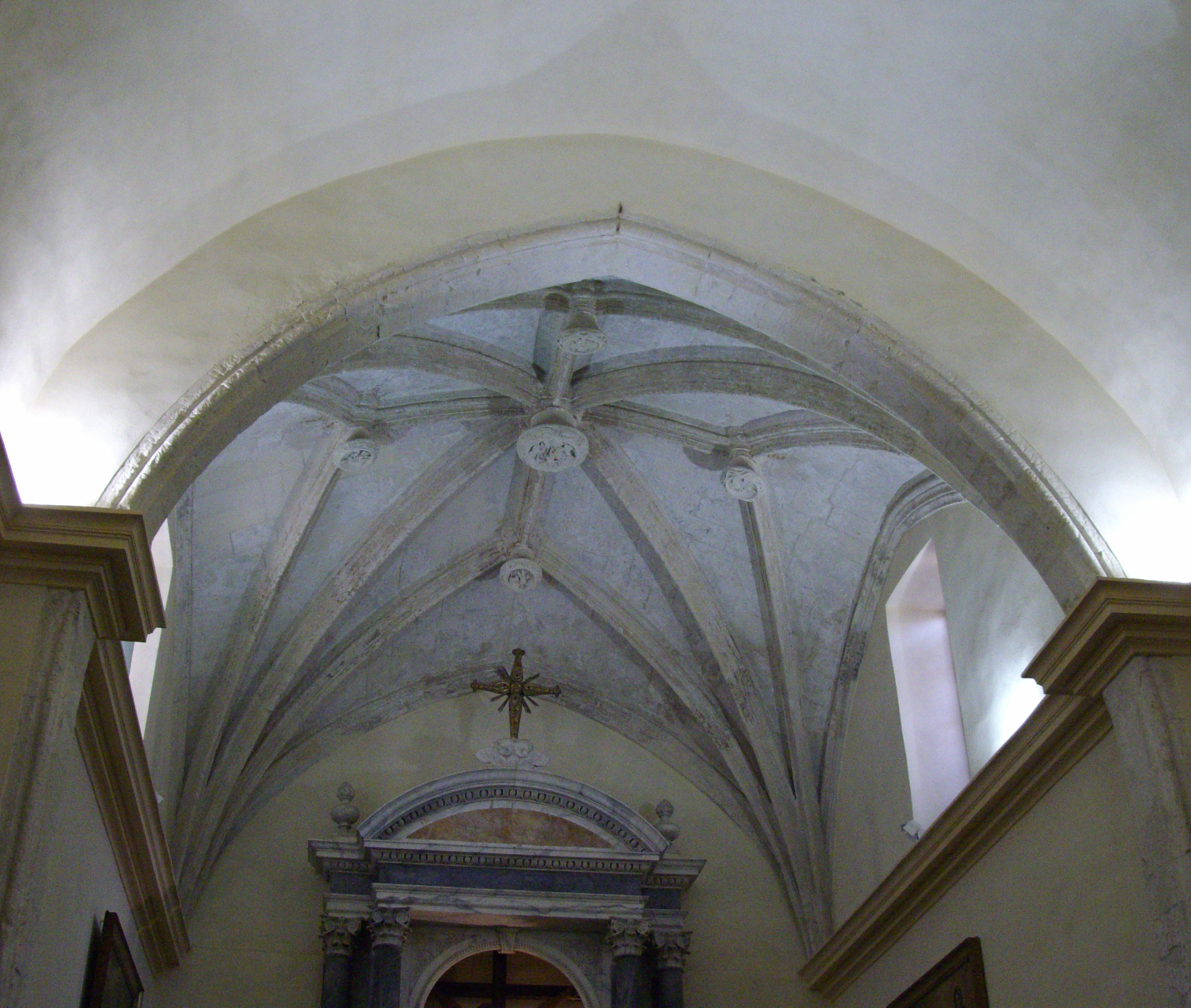
Volta a crociera stellata nel presbiterio

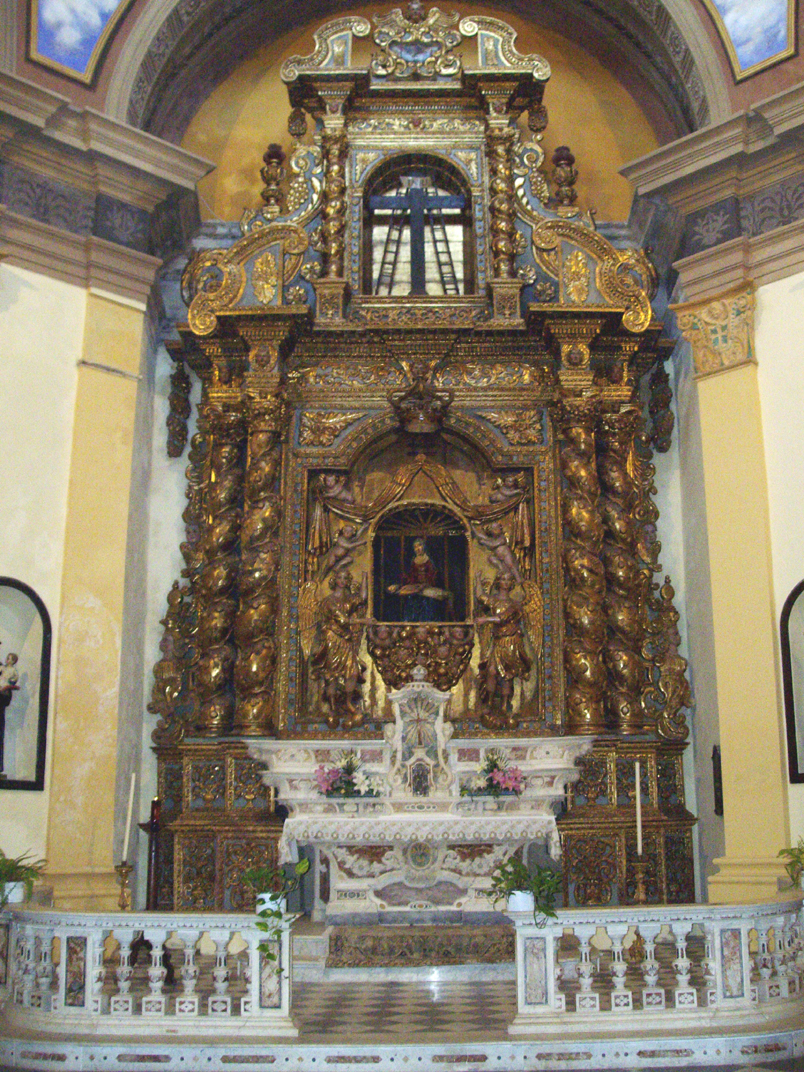
Interno del Cappellone

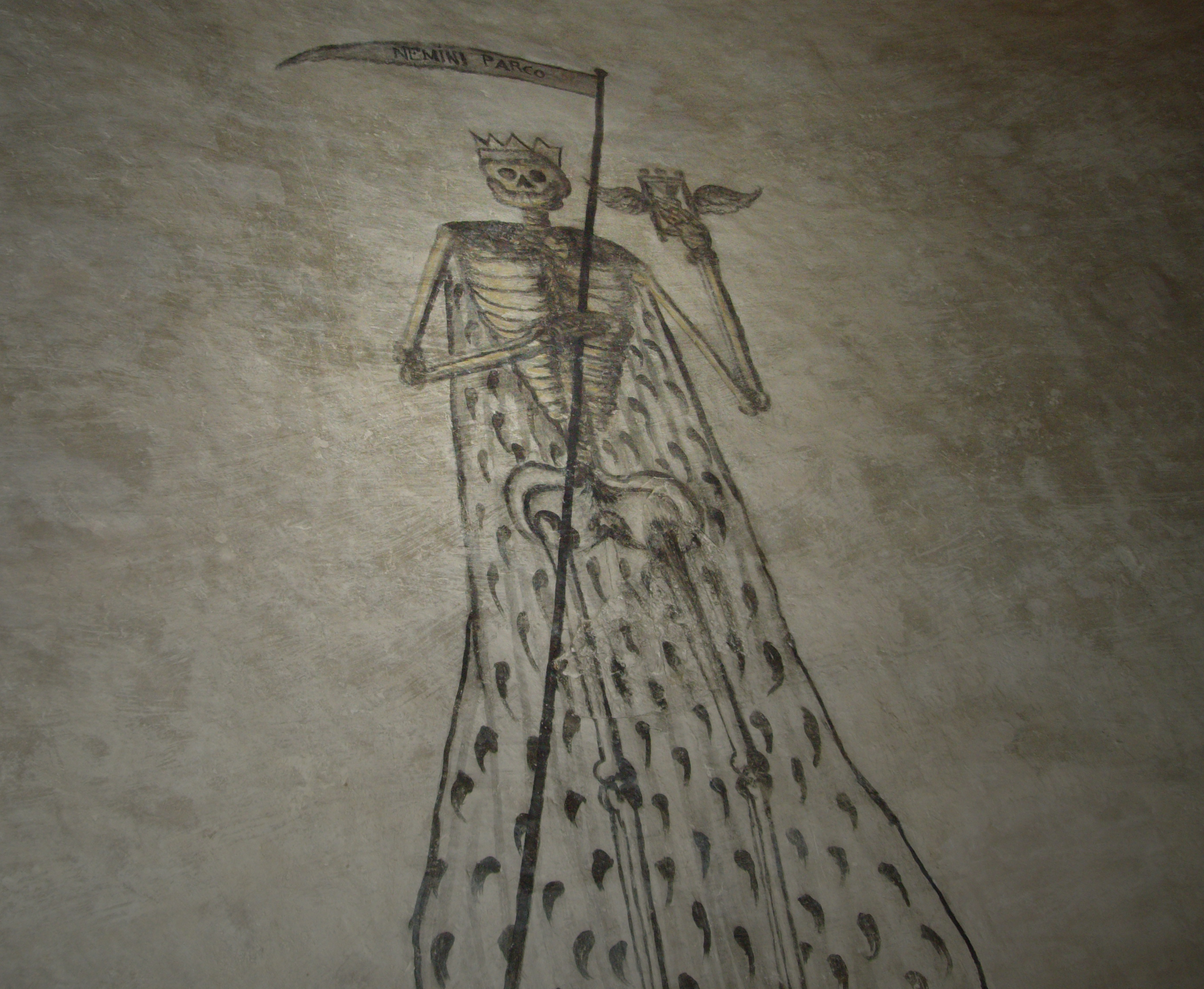
Effigie della morte sulla volta della cripta

Il portale principale si trova sul fianco destro della chiesa, quello che si affaccia sulla piazza del Santo Sepolcro. Il portale è incastonato in un prospetto neoclassico che venne sistemato nel 1899.
La facciata, con l'antico ingresso ormai inutilizzato, si affaccia invece su un angusto spazio, a ridosso delle scalette di Sant'Antonio.
L'interno si presenta a pianta rettangolare, con navata unica voltata a botte, cappelle laterali e presbiterio quadrangolare, edificato a partire dal 1587, che conserva la bella volta a crociera stellare costolonata a cinque chiavi. L'altare maggiore ottocentesco, preceduto da una balaustra marmorea, è in stile neoclassico; vi si trova esposto un grande crocifisso ligneo della fine del XVI secolo. Le pareti laterali del presbiterio ospitano due tele: la Resurrezione di Lazzaro, opera cinque - seicentesca di Bartolomeo Castagnola e San Nicola di Bari in preghiera davanti alla Madonna (1707) di Francesco Manzini.

Tra le cappelle laterali spicca, per dimensione e pregio artistico, il Cappellone della Vergine della Pietà, che si trova sul lato sinistro, in asse con l'attuale ingresso principale. Il Cappellone, uno dei più notevoli esempi di arte barocca a Cagliari, venne ricostruito in forme monumentali tra il 1681 e il 1686 al posto di una precedente cappella cupolata, ricordata dalle fonti d'archivio. Il progetto della nuova cappella è da assegnare per via documentaria al capomastro ligure Domenico Spotorno, attivo in quegli anni in numerosi cantieri di Cagliari e della Sardegna. Iniziata su iniziativa della confraternita, la grande cappella fu poi completata con il contributo personale del viceré di Sardegna Antonio López de Ayala y Velasco, IX conte di Fuensalida. La tradizione vuole che questo avvenne per assolvere ad un voto fatto alla Vergine della Pietà per la guarigione della figlia Isabella Anna da una grave malattia. Alla costruzione della cappella, inaugurata il 1º marzo 1686, contribuì finanziariamente anche il re Carlo II di Spagna. 

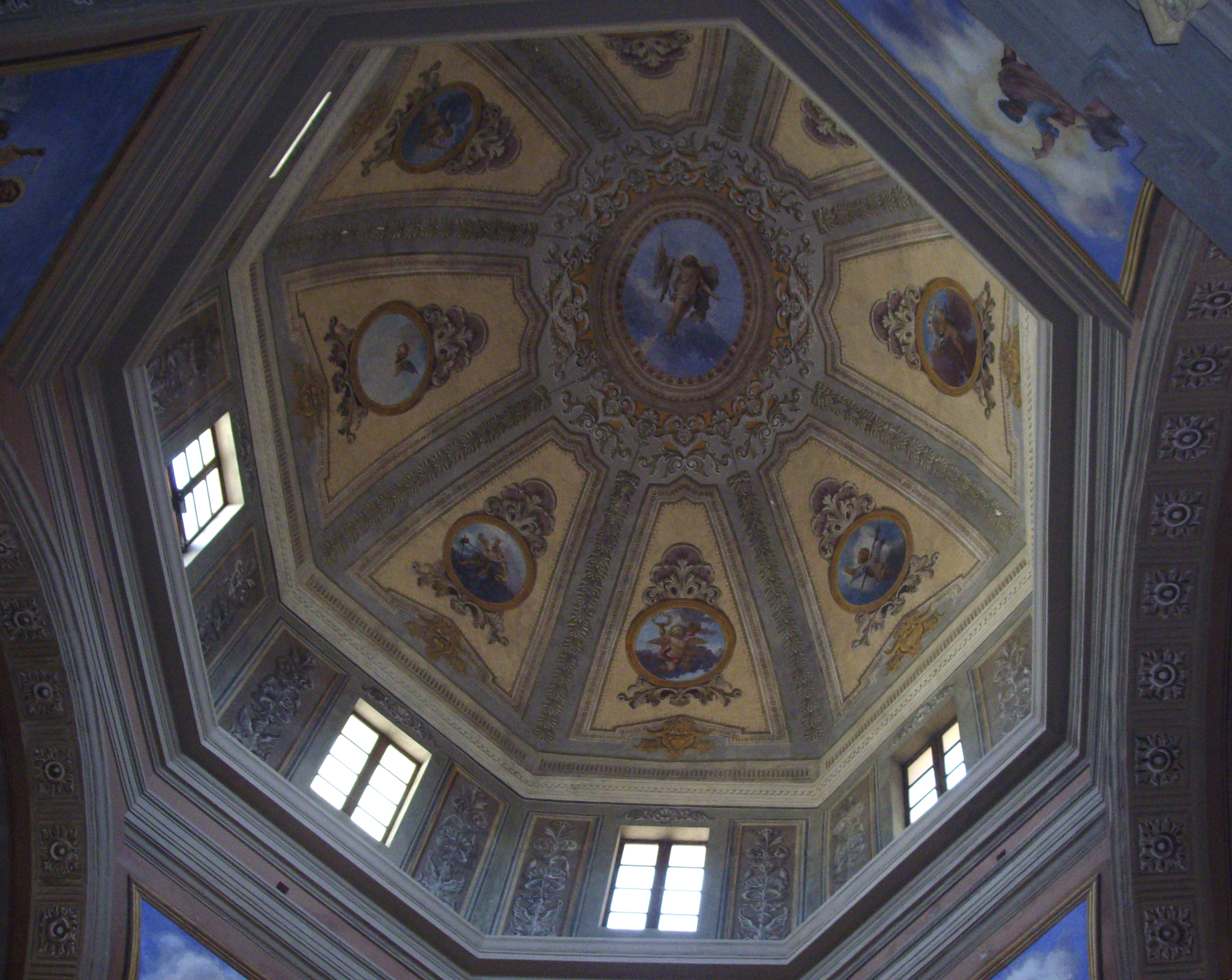
Cupola

La struttura si presenta a pianta ottagonale, coperta da un'alta cupola, e vi si possono ammirare alcuni affreschi. Colpisce l'attenzione soprattutto l'imponente altare in legno dorato, con l'immagine miracolosa della Madonna col Figlio morto, appena deposto dalla croce, adagiato sulle sue ginocchia; l'antico simulacro, in legno policromo, è attribuibile per via stilistica al XV secolo; la tradizione vuole che questa statua sia stata rinvenuta per caso nel 1606, sotterrata nei pressi dell'ospedale di Sant'Antonio (vicinissimo alla chiesa del Santo Sepolcro), da un bambino che giocava nel luogo. Il sontuoso retablo ligneo è opera dell'intagliatore maiorchino Joan Gabanellas.
Anche le altre cappelle ospitano interessanti arredi e opere d'arte, come quella dedicata a san Pasquale Baylon, dove si trova un altare settecentesco costituito dalla mensa in marmi policromi e dalla parte superiore in legno dorato, con tre nicchie, separate da colonne tortili, in cui si custodiscono altrettanti simulacri. Nella cappella di Sant'Andrea sono custodite la statua lignea del titolare, opera di Giuseppe Antonio Lonis, e la statua della Vergine dormiente. Degno di nota è anche il crocifisso ligneo settecentesco, noto come Cristo nero; il simulacro deve questo soprannome ad un atto vandalico che lo interessò negli anni '70 del XX secolo, quando si trovava in prestito alla parrocchia del Santissimo Crocifisso, nel quartiere Genneruxi. Il 14 febbraio 1978 infatti, un uomo entrò nella chiesa di Genneruxi e tentò di dar fuoco al crocifisso. Prima che qualcuno potesse intervenire, la statua risultava già danneggiata e, nonostante i restauri, il crocifisso porta ancora i segni di quel gesto. Ancora da menzionare sono la pregevole bussola lignea settecentesca, addossata alla controfacciata, in corrispondenza dell'antico ingresso, e il pulpito marmoreo ottocentesco.
Al centro della cantoria in controfacciata è ubicato l'organo a canne, commissionato dall'Arciconfraternita dell'Orazione e della Morte e costruito nel 1875 da Tommaso Piacentini e Antonio Battani di Frassinoro (in provincia di Modena); a trasmissione meccanica, dispone di 28 registri su un unico manuale e pedale.
Alla cripta seicentesca, scavata e ampliata probabilmente in concomitanza con i lavori di ricostruzione della soprastante cappella della Pietà, si accede tramite una botola, posta al centro della navata. L'ambiente ipogeico è costituito da tre camere voltate a botte, destinate alle sepolture a terra; è visibile un unico sarcofago in muratura, probabilmente destinato alla tomba di un personaggio illustre. Alle pareti della cripta sono visibili tracce di affreschi, tra cui il dipinto raffigurante la Morte, rappresentata come uno scheletro, rivestito da un manto d'ermellino, con la falce in mano. Sulla lama della falce è leggibile un'eloquente scritta: Nemini parco (non risparmio nessuno).